# Campionat de Letònia de ciclisme en ruta

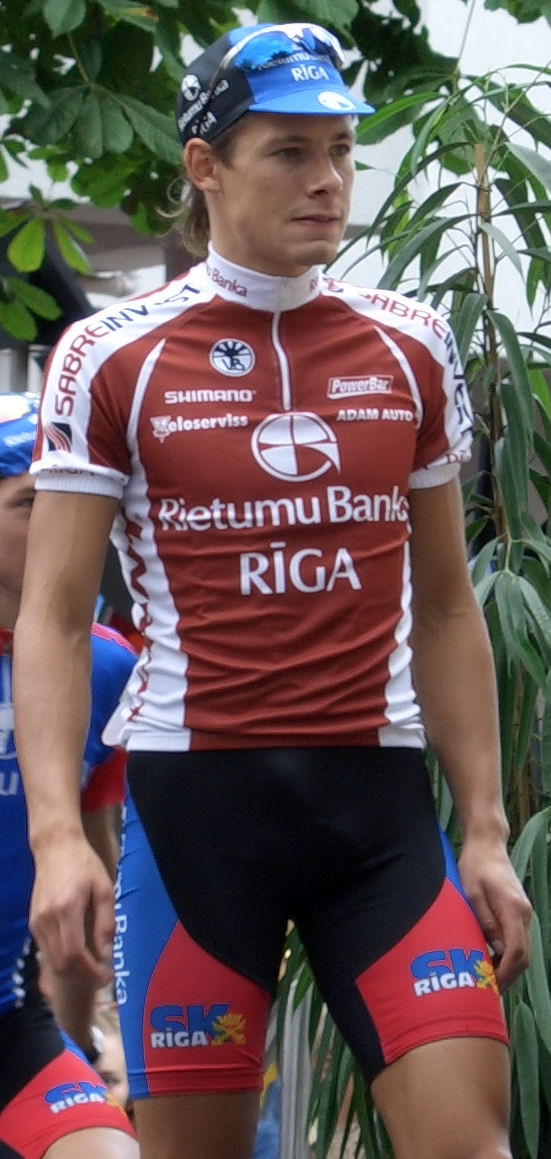
Aleksejs Saramotins amb el mallot de campíó de Letònia.

El Campionat de Letònia de ciclisme en ruta s'organitza anualment des de l'any 1997 per determinar el campió ciclista de Letònia en la modalitat.
El títol s'atorga al vencedor d'una única carrera en ruta. El vencedor obté el dret a portar un mallot amb els colors de la bandera letona fins al campionat de l'any següent quan disputa proves en ruta.

## Palmarès masculí
| Any  | Primer              | Segon               | Tercer                 |
| 1997 | Juris Silovs        | Egons Rozenfelds    | Armands Baranovskis    |
| 1998 | Juris Silovs        | Arvis Piziks        | Romāns Vainšteins      |
| 1999 | Romāns Vainšteins   | Juris Silovs        | Raivis Belohvoščiks    |
| 2000 | Arvis Piziks        | Raivis Belohvoščiks | Andris Naudužs         |
| 2001 | Andris Reiss        | Juris Silovs        | Raivis Belohvoščiks    |
| 2002 | Raivis Belohvoščiks | Arvis Piziks        | Armands Baranovskis    |
| 2003 | Andris Naudužs      | Mārtiņš Poļakovs    | Oļegs Meļehs           |
| 2004 | Oļegs Meļehs        | Normunds Lasis      | Aleksejs Saramotins    |
| 2005 | Aleksejs Saramotins | Gatis Smukulis      | Normunds Lasis         |
| 2006 | Aleksejs Saramotins | Oļegs Meļehs        | Daniels Ernestovskis   |
| 2007 | Aleksejs Saramotins | Oļegs Meļehs        | Herberts Pudāns        |
| 2008 | Normunds Lasis      | Kalvis Eisaks       | Heralds Pudans         |
| 2009 | Oļegs Meļehs        | Aleksejs Saramotins | Normunds Zviedris      |
| 2010 | Aleksejs Saramotins | Gatis Smukulis      | Indulis Bekmanis       |
| 2011 | Martins Trautmanis  | Aleksejs Saramotins | Kristofers Rācenājs    |
| 2012 | Aleksejs Saramotins | Andzs Flaksis       | Indulis Bekmanis       |
| 2013 | Aleksejs Saramotins | Gatis Smukulis      | Toms Skujiņš           |
| 2014 | Andris Vosekalns    | Aleksejs Saramotins | Gatis Smukulis         |
| 2015 | Aleksejs Saramotins | Krists Neilands     | Andris Smirnovs        |
| 2016 | Gatis Smukulis      | Viesturs Luksevics  | Toms Skujiņš           |
| 2017 | Krists Neilands     | Kaspars Sergis      | Viesturs Lukševics     |
| 2018 | Krists Neilands     | Aleksejs Saramotins | Andzs Flaksis          |
| 2019 | Toms Skujiņš        | Aleksejs Saramotins | Andžs Flaksis          |
| 2020 | Viesturs Lukševics  | Pauls Rubenis       | Māris Bogdanovičs      |
| 2021 | Toms Skujiņš        | Andžs Flaksis       | Māris Bogdanovičs      |
| 2022 | Emīls Liepiņš       | Andžs Flaksis       | Pauls Rubenis          |
| 2023 | Emīls Liepiņš       | Krists Neilands     | Toms Skujiņš           |
| 2024 | Emīls Liepiņš       | Māris Bogdanovičs   | Kārlis Klismets        |
| 2025 | Toms Skujiņš        | Krists Neilands     | Kristiāns Belohvoščiks |

### Palmarès sub-23
| Any  | Primer                 | Segon                  | Tercer                   |
| 2006 | Gatis Smukulis         |                        |                          |
| 2009 | Viesturs Lukševics     | Rihards Bartuševics    | Reinis Andrijanovs       |
| 2010 | Indulis Bekmanis       |                        |                          |
| 2013 | Toms Skujiņš           | Andzs Flaksis          | Krists Neilands          |
| 2014 | Krists Neilands        |                        |                          |
| 2015 | Krists Neilands        | Raivis Sarkans         | Deins Kanepejs           |
| 2016 | Krists Neilands        | Klāvs Rubenis          | Matīss Riekstiņš         |
| 2017 | Deins Kaņepējs         | Ēriks Toms Gavars      | Mārtiņš Pluto            |
| 2018 | Mārtiņš Pluto          | Ēriks Toms Gavars      | Kristers Ansons          |
| 2019 | Alekss Jānis Ražinskis | Ēriks Toms Gavars      |                          |
| 2021 | Pauls Rubenis          | Alekss Krasts          | Kristers Ansons          |
| 2022 | Alekss Krasts          | Matīss Kaļveršs        | Kristians Belohvoščiks   |
| 2023 | Alekss Krasts          | Kristians Belohvoščiks | Rihards Reinfelds        |
| 2024 | Kristians Belohvoščiks | Gusts Lapins           | Karlis Valters Grundulis |

## Palmarès femení
| Any  | Primera             | Segona             | Tercera              |
| 2015 | Lija Laizane        | Dana Rozlapa       | Katrina Jaunslaviete |
| 2016 | Lija Laizane        | -                  | -                    |
| 2017 | Lija Laizane        | Viktorija Sipovica | Madara Furmane       |
| 2018 | Lija Laizane        | Viktorija Sipovica | Elina Kirsakmene     |
| 2019 | Lija Laizane        | Dana Rozlapa       |                      |
| 2021 | Lina Svarinska      | Dana Rožlapa       | Lija Laizāne         |
| 2022 | Anastasia Carbonari | Dana Rožlapa       | Lija Laizāne         |
| 2023 | Anastasia Carbonari | Dana Rožlapa       | Lija Laizāne         |
| 2024 | Anastasia Carbonari | Kitija Siltumena   | Laura Belohvoscika   |
| 2025 | Dana Rožlapa        | Kitija Siltumena   | Anastasia Carbonari  |